# Ferenc Szamosi
Ferenc Szamosi (znan i kao Sztoics) (15. veljače 1915. – 14. srpnja 1968.), je bivši mađarski hokejaš na travi i hokejaš na ledu. 
Na hokejaškom turniru na Olimpijskim igrama 1936. u Berlinu je igrao za Mađarsku. Mađarska je ispala u 1. krugu, s jednom pobjedom i dva poraza je bila predzadnja, treća u skupini "A". Odigrao je dva susreta na mjestu veznog igrača i braniča.
Te 1936. je igrao za klub hokeja na travi Budapesti (Budai) Toran Egylet.
Na turniru u hokeju na ledu na zimskim Olimpijskim igrama 1936. u Garmisch-Partenkirchenu je igrao za Mađarsku. Mađarska je ispala u 2. krugu. Odigrao je šest susreta.

## Vanjske poveznice
- Profil na Sports Reference.com  Arhivirana inačica izvorne stranice od 19. svibnja 2011. (Wayback Machine)